# 고러드 고러드
고러드 고러드(암하라어: ጎረድ ጎረድ goräd goräd)는 에티오피아의 날고기 요리이다. 배합 향신료인 미뜨미따와 매운 소스인 아와제 등을 뿌려 먹는다.

## 같이 보기
- 뭉티기
- 크트포